# Berkenkamp & Schleuter
Berkenkamp & Schleuter war ein in Nürnberg ansässiger deutscher Spielzeughersteller. Er produzierte von 1864 bis 1968 Spielzeug.

## Geschichte
Das Unternehmen wurde in Nürnberg gegründet. Anfangs produzierte es Puppenstubenzubehör und sogenannte Sandspielwaren. In den 1950er Jahren stellten sie zunächst weiterhin hauptsächlich unveränderte Vorkriegsmodelle her, erweiterten danach jedoch das Sortiment um Nutzfahrzeuge und Figuren mit Uhrwerkantrieb. 1968 musste die Produktion eingestellt werden.
Das Firmenzeichen „B & S“ wird häufig mit der Firma Blomer & Schüler verwechselt.